# خولي سانشيز
خولي سانشيز (20 يونيو 1978 بأندورا لا فيلا في أندورا - ) هو لاعب كرة قدم أندوري في مركز الهجوم. شارك مع منتخب أندورا لكرة القدم. أما مع النوادي، فقد لعب مع نادي سانتا كولوما ونادي أندورا لكرة القدم وCF Balaguer ‏ ونادي بينيفار ‏.

## وصلات خارجية
- خولي سانشيز على موقع الاتحاد الدولي (مؤرشف)  (الإنجليزية)
- خولي سانشيز على موقع الاتحاد الأوربي (الإنجليزية)
- خولي سانشيز على موقع قاعدة بيانات كرة القدم.إي يو (الإنجليزية)
- خولي سانشيز على موقع ناشيونال فوتبول تيمز (الإنجليزية)
- خولي سانشيز على موقع Soccerway.com (الإنجليزية)